# Deutsche Angestellten-Wohnungsbau
Die Deutsche Angestellten-Wohnungsbau-Aktiengesellschaft DAWAG war eine Wohnungsbaugesellschaft, die von der Deutschen Angestellten-Gewerkschaft DAG gegründet wurde und 2009 an die Meravis Wohnungsbau und Immobilien verkauft wurde.

## Geschichte
Die Deutsche Angestellten-Wohnungsbau-Aktiengesellschaft DAWAG mit Hauptsitz in Hamburg wurde 1950 gegründet. Die DAG stellte den Hauptteil des Geschäftskapitals zur Verfügung. Zweck der Gründung war sowohl die auf die DAG rückübertragenden Grundstücke der früheren Angestellten-Wohnungsbaugesellschaften zu übernehmen als auch den Bau und die Betreuung von Wohnungen für Angestellte durchzuführen. Der Verwaltung war in der Hauptverwaltung der Gewerkschaft in Hamburg.
Der erste Wohnungsblock wurde im Oktober 1951 in Hamburg bezugsfertig. Bei einem Grundkapital von 10  Mio. DM ist die Bilanzsumme auf ca. 131 Mio. DM (Stand 31. Dezember 1969) gewachsen. Ende 1969 betrug der Wohnungsbestand 7480 Mietwohnungen mit Schwerpunkten in Hamburg, Düsseldorf und Essen.
Die Wohnungsbaugesellschaft wurde 2009 von der Nachfolgegewerkschaft ver.di an die Meravis Wohnungsbau und Immobilien verkauft. Der Umsatz betrug 38,6 Mio. Euro in 2008.